# Pomacentrus agassizii
Pomacentrus agassizii là một loài cá biển thuộc chi Pomacentrus trong họ Cá thia. Loài này được mô tả lần đầu tiên vào năm 1883.

## Từ nguyên
Từ định danh có lẽ được đặt theo tên của Louis Agassiz, nhà động vật học kiêm địa chất học người Thụy Sĩ, hoặc con trai và là người kế nhiệm của ông, Alexander Agassiz, là Giám đốc của Bảo tàng Động vật học So sánh (thuộc Đại học Harvard).

## Phạm vi phân bố và môi trường sống
P. agassizii được ghi nhận ở ngoài khơi Madagascar, Mauritius và Réunion. Loài này sinh sống tập trung gần những rạn san hô viền bờ hoặc trong các đầm phá ở độ sâu đến 4 m.

## Mô tả
Chiều dài lớn nhất được ghi nhận ở P. agassizii là 11 cm.
Số gai ở vây lưng: 13; Số tia vây ở vây lưng: 15; Số gai ở vây hậu môn: 2; Số tia vây ở vây hậu môn: 14–15; Số gai ở vây bụng: 1; Số tia vây ở vây bụng: 5.

## Sinh thái học
Thức ăn của P. agassizii là tảo và các loài động vật phù du. Cá đực có tập tính bảo vệ và chăm sóc trứng.